# 1. česká národní hokejová liga 1990/1991
1. česká národní hokejová liga 1990/1991 byla 22. ročníkem jedné ze skupin československé druhé nejvyšší hokejové soutěže.

## Systém soutěže
Všech 14 týmů se nejprve v základní části utkalo dvoukolově každý s každým (celkem 26 kol). Nejlepších 6 týmů následně postoupilo do finálové skupiny, ve které se utkal čtyřkolově každý s každým (celkem 20 kol). Výsledky základní části se do finálové skupiny započítávaly. Vítěz finálové skupiny postoupil přímo do nejvyšší soutěže.
Nejhorších 8 týmů po základní části se zúčastnilo skupiny o udržení. V ní se utkal dvoukolově každý s každým (14 kol), přičemž výsledky ze základní části se započítávaly. Poslední dva týmy skupiny o udržení měly sestoupit do 2. ČNHL.

## Základní část
| Poř. | Tým                         | Z  | V  | R | P  | VG  | OG  | B  |
| ---- | --------------------------- | -- | -- | - | -- | --- | --- | -- |
| 1.   | TJ Zetor Brno               | 26 | 22 | 1 | 3  | 129 | 53  | 45 |
| 2.   | VTJ Tábor                   | 26 | 20 | 1 | 5  | 121 | 59  | 41 |
| 3.   | TJ Stadion Hradec Králové   | 26 | 16 | 6 | 4  | 100 | 69  | 38 |
| 4.   | TJ TŽ Třinec                | 26 | 18 | 0 | 8  | 118 | 76  | 36 |
| 5.   | HC Slezan Opava             | 26 | 15 | 4 | 7  | 100 | 73  | 34 |
| 6.   | SK Slavia Praha             | 26 | 15 | 2 | 9  | 124 | 97  | 32 |
| 7.   | TJ Šumavan Vimperk          | 26 | 10 | 4 | 11 | 100 | 94  | 24 |
| 8.   | TJ Baník Hodonín            | 26 | 10 | 2 | 14 | 114 | 105 | 22 |
| 9.   | TJ Baník Sokolov            | 26 | 10 | 2 | 14 | 79  | 106 | 22 |
| 10.  | TJ Autoškoda Mladá Boleslav | 26 | 6  | 5 | 15 | 76  | 107 | 17 |
| 11.  | TJ Baník ČSA Karviná        | 26 | 6  | 5 | 15 | 77  | 118 | 17 |
| 12.  | VTJ Písek                   | 26 | 7  | 0 | 19 | 76  | 112 | 14 |
| 13.  | HC Brno                     | 26 | 3  | 5 | 18 | 60  | 128 | 11 |
| 14.  | VTJ Racek Pardubice         | 26 | 5  | 1 | 20 | 53  | 130 | 11 |

## Finálová skupina
| Poř. | Tým                       | Z  | V  | R | P  | VG  | OG  | B  |
| ---- | ------------------------- | -- | -- | - | -- | --- | --- | -- |
| 1.   | TJ Zetor Brno             | 46 | 37 | 3 | 6  | 225 | 110 | 77 |
| 2.   | VTJ Tábor                 | 46 | 34 | 1 | 11 | 208 | 120 | 69 |
| 3.   | HC Slezan Opava           | 46 | 26 | 7 | 13 | 184 | 141 | 59 |
| 4.   | TJ TŽ Třinec              | 46 | 26 | 1 | 19 | 183 | 154 | 53 |
| 5.   | TJ Stadion Hradec Králové | 46 | 22 | 6 | 18 | 180 | 184 | 50 |
| 6.   | SK Slavia Praha           | 46 | 18 | 2 | 26 | 188 | 204 | 38 |

TJ Zetor Brno přímo postoupil do nejvyšší soutěže.

## O udržení
| Poř. | Tým                         | Z  | V  | R | P  | VG  | OG  | B  |
| ---- | --------------------------- | -- | -- | - | -- | --- | --- | -- |
| 1.   | TJ Baník Hodonín            | 40 | 18 | 4 | 18 | 176 | 152 | 40 |
| 2.   | TJ Šumavan Vimperk          | 40 | 17 | 5 | 18 | 155 | 140 | 39 |
| 3.   | TJ Baník Sokolov            | 40 | 15 | 6 | 19 | 128 | 159 | 36 |
| 4.   | TJ Autoškoda Mladá Boleslav | 40 | 15 | 5 | 20 | 149 | 180 | 30 |
| 5.   | TJ Baník ČSA Karviná        | 40 | 11 | 7 | 22 | 136 | 182 | 29 |
| 6.   | HC Brno                     | 40 | 9  | 7 | 24 | 109 | 178 | 25 |
| 7.   | VTJ Písek                   | 40 | 10 | 3 | 27 | 110 | 162 | 23 |
| 8.   | VTJ Racek Pardubice         | 40 | 11 | 1 | 28 | 99  | 188 | 23 |

Týmy VTJ Písek a VTJ Racek Pardubice měly původně sestoupit do 2. ČNHL, ale protože TJ Šumavan Vimperk ukončil činnost, sestoupil pouze VTJ Racek Pardubice.